# Sèrra de Crabèra
La Sèrra de Crabèra és una serra situada al municipis de Canejan a la comarca de la Vall d'Aran i França, amb una elevació màxima de 2.557 metres.